# Impératif (morale)
Pour les articles homonymes, voir Impératif.
En philosophie morale, on entend par impératif une proposition ayant la forme d'un commandement (et notamment d'un commandement de la raison). 
Le terme est aussi utilisé en religion, en outre avec François Xavier qui parlait de l'« impératif d'évangéliser », en s'inspirant du verset Co 1:16 de Paul.

## Les différents impératifs selon Kant
Ce concept joue notamment un rôle très important dans la morale kantienne. Dans la Fondation de la métaphysique des mœurs (deuxième section), Kant distingue deux sortes d'impératifs. Le premier est l'impératif catégorique, qui déclare l'action objectivement nécessaire pour elle-même, sans rapport à une autre fin. Un impératif catégorique est de la forme : "Tu dois (absolument) faire telle chose". Le deuxième est l'impératif hypothétique, qui déclare seulement que l'action est bonne en vue de quelque autre fin possible ou réelle. Un impératif hypothétique est de la forme : "Si tu veux telle fin, tu dois faire telle chose". 
Kant distingue d'autre part deux espèces d'impératifs hypothétiques 'impératif technique représente une action comme nécessaire pour atteindre une des innombrables fins possibles ; quand une fin est possible pour nous, un impératif énonce comment nous pouvons atteindre cette fin, par exemple : "Pour te rendre à tel endroit, tu dois te déplacer par tel ou tel trajet ". L'impératif assertorique, pour sa part, représente une action comme nécessaire pour arriver au bonheur, c'est-à-dire à une fin qu'on peut supposer réelle chez tous les hommes. Ainsi, une proposition indiquant la façon d'être heureux n'est pas un impératif catégorique (c'est-à-dire inconditionné), mais un impératif hypothétique, puisqu'il concerne le choix des moyens en vue de son bonheur et est donc relatif à une autre fin. 
On obtient donc une tripartition, qui se décline à différents niveaux : 
- impératif problématique / impératif assertorique / impératif catégorique
- ordre technique / ordre pragmatique / ordre moral.
- habileté / prudence / morale
- règles / conseils / commandements